# مجيدة بنكيران
مجيدة بنكيران (17 أكتوبر 1969 -)، ممثلة، مخرجة وكاتبة مغربية، وهي أستاذة التعليم الفني. حاصلة على شهادة الباكالوريا (آداب عصرية) سنة 1988، وعلى دبلوم المعهد العالي للفن المسرحي والتنشيط الثقافي، تخصص تمثيل (1989-1993)، ومستوى دبلوم الدراسات المعمقة (شعر حديث) (1995-1996) من كلية الآداب - فاس.
كما انها مؤلفة لثلاثة كتب :
- أن تحلم كما الأسماك (2001)
- 7، زنقة مقهى الباشا (2006)
- صداق العيساويات (2016)

## أعمالها
شاركت في العديد من الأعمال الفنية، منها:
- الثمن (مسلسل)
- حب المزاح (مسلسل)
- أولاد الناس (مسلسل)
- هواجس بعد منتصف الليل
- الوصية (مسلسل)
- السراب (مسلسل)
- من دار لدار (مسلسل)
- جيران الحومة
- لالة فاطمة (سلسلة)
- صقر قريش (مسلسل)
- مذكرات وردية
- المهمة
- خط الرجعة (مسلسل)
- الأبرياء (مسلسل)
- لالة بنتي (مسرحية)
- صوت النسا (سلسلة)
- تازة
- راس لمحاين
- عايدة
- الشبيه
- عود البسباس
- حين اهتزت الصورة (فيلم قصير)
- عريس في كازابلانكا (مسرحية)
- المختفي (مسلسل)
- فاس، صيف 55
- الشاهدة

وهي عضو في عدة اتحادات ومنظمات، من بينها اتحاد كتاب المغرب، والمكتب المركزي للنقابة الوطنية لمحترفي المسرح (فرع الرباط)، كما شغلت مديرة المهرجان الدولي للواحات (فكيك) ومديرة المهرجان الوطني لفن «العيطة» آسفي.